# Danse irlandaise
La danse traditionnelle irlandaise peut être divisée en deux grands groupes :
- les danses de compétitions
- les danses plus populaires, ou de bal

## Port et position

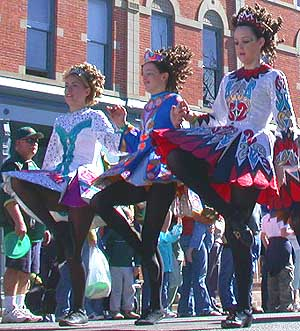
Jeunes filles esquissant des pas de danse traditionnelle irlandaise le jour de la fête de la Saint-Patrick à Fort Collins, dans le Colorado, États-Unis.

Toutes ces danses s'effectuent dans un même style : le corps très droit, il y a peu de mouvements de bras ou alors très raides ; on fait plusieurs mouvements de pieds; quand on danse seul, les bras sont tendus, le long du corps, légèrement tirés vers l'arrière. Il est d'usage de serrer les poings, ce qui amène naturellement les bras à une bonne position, sans être crispé. Mais .
Chaque danse commence  dans une position qui s'apparente à la cinquième position classique.

## Costume
En Irlande, il n'y a pas de véritable costume traditionnel, comme dans les pays qui ont connu une industrialisation rapide (Angleterre, Belgique...). En effet, les costumes sont les habits que portaient les agriculteurs, éleveurs et autres gens de la terre.
Les costumes que l'on présente généralement comme irlandais sont ceux utilisés en compétition. Ils ont été inventés aux États-Unis dans l'entre-deux-guerres.
- Pour les filles : robe de coton raide à panneaux (couleurs sombres pour les plus anciennes, voire carrément criardes pour les plus récentes), chaussettes blanches montantes (pooddle socks), perruque bouclée, souvent une couronne ou un diadème.
- Pour les garçons : chemise blanche, pantalon noir (certains sont toujours fidèles au kilt uni, porté avec des chaussettes qui arrivent sous le genou), veste et cravate.

Deux types de chaussures sont utilisés: les ghillies (ou soft shoes) et les hard shoes. Les ghillies ne sont portées que par les filles. Ce sont des chaussons en cuir souple, lacés sur le devant. Les hard shoes sont des chaussures de cuir plus rigide, dont la pointe et le talon sont agrémentés de "tap" en fibre de verre. Elles sont utilisées pour les claquettes irlandaises.

## Danses de compétitions
Les compétitions (Féile, en gaélique) se déroulent lors de feiseanna (pluriel de feis, festival). Le terme de feis ne concerne pas que la danse, il y a des feiseanna de chant, de poésie, etc.
Les deux principales commissions de danse irlandaise sont "An Coimisiun", la plus connue, et "An Comhdhail". La règle la plus importante est que le danseur qui se présente doit être l'élève d'un T.C.R.G., c'est-à-dire un professeur agrégé par la Commission.
Ces danses possèdent une chorégraphie réglée par la Commission officielle de danse irlandaise de Dublin. Il existe quatre chorégraphies pour chaque danse (sauf certaines, voir description), qui correspondent à quatre niveaux de difficulté :
- Bun Grad ou beginners
- Primary Thus Grad/Tus Grad ou primary
- Novice Grad/Mean Grad ou intermediate
- Open Grad /Ard Grad

Le compétiteur peut choisir les danses qu'il va présenter, ainsi que le « style » (jig - hornpipe - reel ou figure team dancing).
En étant débutant, il faut se placer dans le trio de tête pour passer au niveau suivant qui est le Primary s'il y au moins 11 concurrents. Si au moins 6 concurrents, seuls les 2 premiers valident en débutant. Si moins de 6 danseurs, pas de validation. À partir du primary, il faut obligatoirement avoir une première place pour passer au niveau suivant si au moins 6 danseurs. Les deux premiers peuvent valider en Primary s'il y a au moins 11 danseurs. En intermédiaire seulement le premier valide s'il y a au moins 6 danseurs. Chaque danse est jugée individuellement, ce qui signifie concrètement qu'on peut présenter le primary reel, tout en présentant le beginner's hornpipe.
Il existe différentes catégories dans la compétition, en fonction du niveau mais aussi de l'âge et du sexe.

## Les grades
Le but du passage des Grades est de fournir un cadre structuré au sein duquel les danseurs peuvent progresser vers un objectif réalisable. Le programme a été conçu pour fournir une base solide dans la danse irlandaise en développant les compétences d'un candidat comme le physique, l'endurance, l'expression, la musicalité et l'appréciation et la connaissance de la danses et la culture traditionnelle. 
Les examens sont différents des compétitions, en ce que chaque candidat est examiné individuellement et reçoit une évaluation écrite détaillée de leur performance et la connaissance de leur note. Ils sont ouverts aux candidats masculins et féminins indépendamment de l'âge et de la capacité.
Le système se compose d'une classe préliminaire optionnelle suivie par 12 autres grades où chaque niveau devient de plus en plus exigeant sur les compétences, les connaissances et aptitudes du candidat. Chaque grade doit être réussi et un certificat accordé avant que le candidat puisse tenter le niveau suivant. Un danseur qui réussit tous les grades se verra attribué le « diplôme de la Commission irlandaise de danse ».
Les 12 grades doivent être réussis pour être admissible à l'examen TCRG effective à partir du 1er janvier 2018.
Tous les candidats doivent produire des rapports précédents avant de procéder à des grades supérieurs. L'apporter à l'examen.

## Autres danses
- En solo :
  - les autres jigs
  - le treble reel
  - les sets
  - le hornpipe
  - le sean nos
- En groupe :
  - les ceilis
  - le set dancing[2]
  - figure team dancing
  - danses populaires inspirées des danses anglaises